# Músculs intercostals mitjans
Els músculs intercostals mitjans (musculus intercostalis intimus), són un grup de músculs esquelètics situats entre les costelles, un dels tres grups de músculs intercostals que hi ha al tronc, juntament amb els intercostals externs i els intercostals interns. Estan en un nivell més profund, on hi ha els nervis i els vasos intercostals i els músculs intercostals interns. Es poden dividir en:
- Múscul transvers del tòrax o triangular de l'estern.
- Músculs elevadors de les costelles o supracostals.
- Músculs subcostals o infracostals.

## Imatges
Animació de la posició dels músculs intercostals mitjans en el tronc; destaquen en vermell.